# Chiesa di Sant'Antonio della Piazza

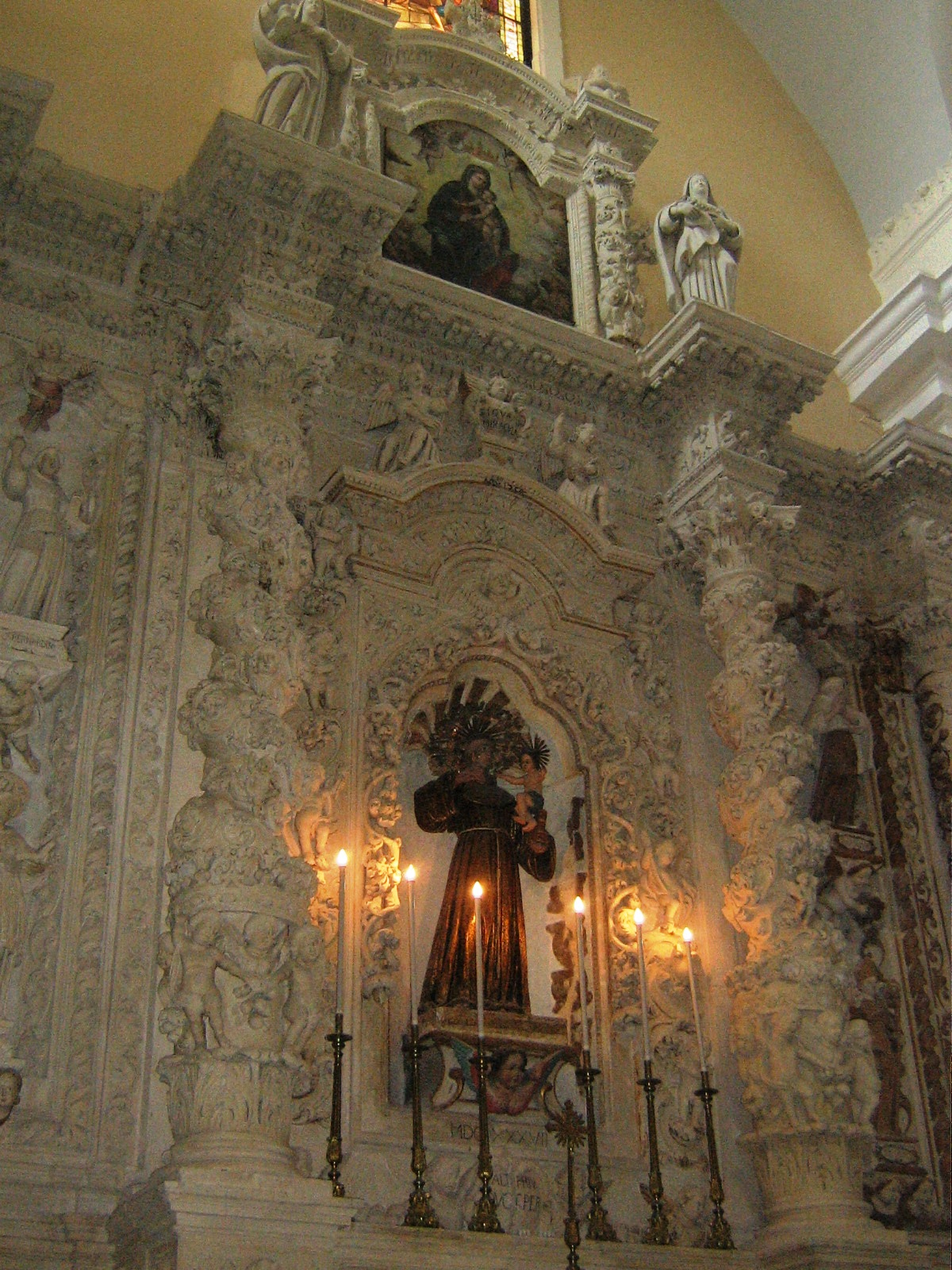
Altare di Sant'Antonio da Padova

La chiesa di Sant'Antonio della Piazza, nota anche come chiesa di San Giuseppe dal santo cui è intitolata la confraternita che vi officia, è una chiesa del centro storico di Lecce.

## Storia
La chiesa, eretta nel 1584, faceva parte del complesso conventuale voluto da Gian Giacomo dell'Acaya intorno al 1557 e affidato ai frati minori osservanti. Il convento in funzione fino al 1807, venne adibito ad abitazione civile e demolito nei primi anni del Novecento.
Le forme attuali dell'edificio non sono quelle originarie: infatti nel 1765 i frati decisero di ingrandire la chiesa la cui navata principale corrispondeva all'attuale transetto. Sul fianco laterale della chiesa è possibile ancora vedere l'originario portale cinquecentesco, che costituiva l'ingresso principale, e il rosone.

## Descrizione

### Esterno
Il prospetto, spartito in due ordini, è animato nell'ordine inferiore da un portale elegantemente decorato e da due nicchie che ospitano le statue di sant'Antonio da Padova e di san Giovanni da Capestrano. L'ordine superiore, estremamente semplice nelle linee decorative, accoglie al centro, fra due paraste, un'ampia finestra.

### Interno
L'interno, a croce latina, presenta una navata percorsa da alte paraste corinzie e scandita sui due lati da cinque cappelle. Nelle due nicchie del retrospetto trovano posto le statue in pietra locale di san Francesco d'Assisi (1823) e di san Rocco (1566), quest'ultima attribuita a Gabriele Riccardi.
Nelle cappelle laterali, decorati altari barocchi, ospitano pregevoli dipinti: quello di San Diego di Alcalà opera di un allievo di Gianserio Strafella, quello della Natività della Vergine, della Circoncisione di Gesù opera di Jacopo Palma il Giovane e quello di San Pietro. Nel primo altare a destra è collocata la settecentesca tela raffigurante Sant'Oronzo in gloria, copia di Serafino Elmo il quale dipinse anche la tela di san Francesco d'Assisi (1771) custodita nella terza cappella a destra.
Nel transetto destro si impone per la maestosità e la monumentalità delle proporzioni l'altare di San Giuseppe, attribuito ad Emanuele Manieri, e adorno della statua lignea policroma del santo, mentre in alto trova posto la tela della Vergine Annunziata, attribuibile a Oronzo Tiso. Nel transetto di sinistra si incontrano invece gli altari più antichi della chiesa: quello di Sant'Antonio da Padova, realizzato nel 1737 in pietra leccese con statua lapidea del santo datata 1569, quello di Santa Rita da Cascia con la tela della santa e quello di San Francesco da Paola con la statua del santo del 1581.
Nel presbiterio, ricoperto da un soffitto affrescato da Carmine Palmieri, è presente un marmoreo altare maggiore opera di Eugenio Maccagnani (1923). Dell'arredo cinquecentesco rimangono solo la lignea cantoria, sormontata da un organo dorato, e il coro.